# HAPPY ENDING (EP)
《HAPPY ENDING》(해피 엔딩)은 대한민국의 음악 그룹 다이아의 첫 번째 미니음반이다. 2016년 6월 14일 (주)인터파크에서 발매됐다.

## 개요
- 이번 싱글은 모든 멤버가 작사, 작곡, 프로듀싱에 참여했다.
- 〈널 기다려〉는 예빈의 자작곡으로 예빈 버전과 다이아 멤버 전원이 부른 노래의 두 가지 버전이 수록됐다.

## 수록 내용
1. HAPPY ENDING [3:18]
  - 작사: 이기, 용배 / 랩 작사: 희현 / 작곡 · 편곡: 이기, 용배
2. 그 길에서 [3:22]
  - 작사: 이기, 용배, 희현 / 랩 가사: bluesun / 작곡 · 편곡: 이기, 용배
3. 연습생 [4:16]
  - 작사: 다이아 / 작곡 · 편곡: 안영민

멤버 전원이 작사에 참여했다.
4. 널 기다려(예빈) [3:03]
  - 작사 · 작곡: 예빈 / 편곡: 안영민
5. 기억할게요(은채) [2:41]
  - 작사: 은채 / 작곡: 예빈, 희현 / 편곡: 안영민
6. 널 기다려(DIA) [3:22]
  - 작사: 예빈 / 랩 작사: 희현 / 작곡: 예빈 / 편곡: 안영민
7. 그 길에서 (Inst.) [3:22]